# (15406) Bleibtreu
(15406) Bleibtreu (1997 WV12) – planetoida z grupy pasa głównego asteroid okrążająca Słońce w ciągu 4,53 lat w średniej odległości 2,74 j.a. Odkryta 23 listopada 1997 roku.